# Maodian (köpinghuvudort i Kina, Jiangxi Sheng, lat 25,91, long 115,04)
Maodian är en köpinghuvudort i Kina. Den ligger i provinsen Jiangxi, i den sydöstra delen av landet, omkring 320 kilometer söder om provinshuvudstaden Nanchang. Antalet invånare är 26 417. Befolkningen består av 12 899 kvinnor och 13 518 män. Barn under 15 år utgör 24,0 %, vuxna 15-64 år 67 %, och äldre över 65 år 8,0 %.
Runt Maodian är det ganska tätbefolkat, med 166 invånare per kvadratkilometer. Närmaste större samhälle är Ganzhou, 13,0 km sydväst om Maodian. I omgivningarna runt Maodian växer huvudsakligen savannskog.
Genomsnittlig årsnederbörd är 1 887 millimeter. Den regnigaste månaden är maj, med i genomsnitt 333 mm nederbörd, och den torraste är oktober, med 17 mm nederbörd.